# On-Demand Songs
On-Demand Songs es una lista publicada semanalmente por la revista Billboard en los Estados Unidos. Es un componente de la lista  Streaming Songs.
La primera canción que llegó a la primera posición en la lista fue «We Are Young» de Fun con Janelle Monáe el 24 de marzo de 2012. Hasta la fecha del 13 de septiembre de 2014, el conteo On-Demand Songs ha tenido 28 diferentes canciones número.
Actualmente, el primer puesto es ocupado por la canción «Uptown Funk» de Mark Ronson con Bruno Mars.

## Datos

### Canciones con más semanas en el número uno
- 13 semanas

«Thrift Shop» - Macklemore y Ryan Lewis con Wanz (2013)
- 10 semanas

«Dark Horse» - Katy Perry con Juicy J (2014)
«Fancy» – Iggy Azalea con Charli XCX (2014)
- 9 semanas

«Take Me To Church» - Hozier (2014-2015)
- 8 semanas

«Somebody That I Used To Know» - Gotye con Kimbra (2012)
«Blurred Lines» - Robin Thicke con TI y Pharrell (2013)
«Royals» - Lorde (2013-2014)
- 7 semanas

«Lights» - Ellie Goulding (2012)
- 6 semanas

«Call Me Maybe» - Carly Rae Jepsen (2012)
«Diamonds» - Rihanna (2012-2013)
«Get Lucky» - Daft Punk con Pharrell Williams (2013)
«The Monster» - Eminem con Rihanna (2013-2014)
«Shake It Off» - Taylor Swift (2014)

### Canciones más transmitidas de la semana
- 4,3 millones, «Shake It Off» - Taylor Swift, 11 de octubre de 2014
- 4,1 millones, «All About That Bass» - Meghan Trainor, 4 de octubre de 2014
- 3,8 millones, «Bang Bang» - Jessie J, Ariana Grande y Nicki Minaj, 13 de septiembre de 2014
- 3,8 millones, «Take Me To Church» - Hozier, 6 de diciembre de 2014
- 3,4 millones, «Fancy» – Iggy Azalea con Charli XCX, 31 de mayo de 2014
- 3,4 millones, «Rude» - Magic!, 2 de agosto de 2014
- 3,3 millones, «Hold On, We're Going Home» - Drake con Majid Jordan, 12 de octubre de 2013
- 3,2 millones, «Dark Horse» - Katy Perry con Juicy J, 15 de febrero de 2014
- 3,2 millones, «Happy» - Pharrell Williams, 22 de marzo de 2014
- 3,2 millones, «Stay with Me» - Sam Smith, 16 de agosto de 2014

### Artistas con más número uno
1. Pharrell Williams (3)
2. Katy Perry (2) (empate)
2. Macklemore y Ryan Lewis (2) (empate)
2. Rihanna (2) (empate)
2. Fun. (2) (empate)
2. Maroon 5 (2) (empate)

### Artistas con más semanas en el número uno
1. Macklemore y Ryan Lewis (18)
2. Pharrell Williams (16)
3. Rihanna (12) (empate)
3. Katy Perry (12) (empate)
5. Iggy Azalea (10) (empate)
5. Charli XCX (10) (empate)
7. Hozier (9)
8. Lorde (8)